# Nigramma melanosticta
Nigramma melanosticta là một loài bướm đêm trong họ Noctuidae.